# Deklarationen med Sachsen
Deklarationen med Sachsen var en deklaration från 1729 för att bekräfta den rådande fred mellan Sverige och Sachsen som inte existerade officiellt men fungerade i praktiken efter stora nordiska kriget. Deklarationen var den femte och näst sista formella freden i stora nordiska kriget. Deklarationen skrevs under den 28 april 1729, åtta år efter freden i Nystad som var det faktiska slutet på kriget. Officiellt hette avtalet mellan Sverige och Sachsen "deklarationen angående vänskapens återställande".

## Bakgrund
Sverige slöt med Sachsen freden i Altranstädt år 1706 men efter Karl XII:s förlust i slaget vid Poltava år 1709 hade Sachsen återigen förklarat krig mot Sverige. Några krigshandlingar utfördes så länge Sverige var närvarande på kontinenten men efter att Sverige dragit tillbaka alla sina trupper hamnade kriget mellan Sverige och Sachsen i en dvala. Efter att Livland tillföll Ryssland vid freden i Nystad hade August den starke inte längre några anledningar att föra krig. Frågan hamnade av flera skäl långt ner på listan i Sverige eftersom det bland annat inte fanns något att förhandla om. Sachsen visade dock mera vilja att formellt lösa den icke existerande konflikten.

## Freden
Kung Fredrik I sände år 1728 generallöjtnanten friherre Gustav Zülich till Sachsen för att inleda förhandlingarna. Han hade instruktioner att på kortast möjliga tid återställa freden med August som kurfurste av Sachsen för att sedan bege sig till Polen. Sachsen var mycket medgörliga och formuleringarna skapade inga bekymmer och inga anspråk om skadestånd lades fram. Man valde att upprätta deklarationer där man förklarade att vänskapen mellan rikena var återställd. Man skickade sedan deklarationerna till både Stockholm och Warszawa där de lästes upp.